# Dream power-翼なき者たちへ-
「dream power-翼なき者たちへ-」（ドリームパワーつばさなきものたちへ）は、A・G・A・Sのシングル。2000年2月10日にマリン・エンタテインメントから発売された。

## 概要
- 文化放送A&Gゾーンイメージソング。
- 当時の文化放送のアニラジにおいてパーソナリティを務めていた声優、および番組のクリエイター等が結集したユニット「A・G・A・S」（A&G ALL STARS）が歌っている。
- 歌詞のカードの歌詞の横に歌っている参加メンバーの名前が記されており、どの歌詞を誰が歌っているかが分かるようになっている。

## 参加メンバー
- あかほりさとる
- 浅田葉子
- 飯塚雅弓
- 池澤春菜
- 井上喜久子
- 榎本温子
- おたっきぃ佐々木
- 小野坂昌也
- 川澄綾子
- 桑島法子
- 小林晃子
- 坂本真綾
- 関俊彦
- 関智一
- 田中理恵

- 千葉繁
- 豊口めぐみ
- 長沢美樹
- 長谷川のび太
- 氷上恭子
- 樋口智恵子
- 日髙のり子
- 三木眞一郎
- 水谷優子
- 水野愛日
- 三石琴乃
- 桃井はるこ
- 森久保祥太郎
- 山本麻里安

## 収録曲
1. dream power-翼なき者たちへ-
作詞：おたっきぃ佐々木、作曲・編曲：有坂光弘、ストリングス＆ブラスアレンジ：花岡拓也
2. Message-21世紀の夢-
「dream power-翼なき者たちへ-」のオケをバックに、参加メンバー一人ひとりが自分の夢について短いメッセージを述べている。
3. dream power-翼なき者たちへ-（Voiceless Version）